# Ignacy Witosławski
Ignacy Witosławski z Witosławic herbu Nieczuja (ur. ok. 1790 – zm. ok. 1870) –  właściciel majątku w Czerniatynie obecnie znajdującym się na Ukrainie.
Syn oboźnego polnego koronnego Ignacego Witosławskiego i Tekli Dąmbskiej – wnuczki generała Tomasza Dąbrowskiego. Mąż Rozyny Dembowskiej, ojciec Rozyny, Zofii, Marii, Heleny, Teresy i Konstantego Witosławskiego.
Ignacy Witosławski wzniósł w swoim majątku w 1830 neogotycki dwukondygnacyjny pałac według projektu Henryka Ittara. W czasie powstania listopadowego dowodził liczącym 50 ludzi oddziałem partyzanckim. W 1831 wobec zbliżających się znacznych sił rosyjskich rozwiązał go po czym wycofał się do Kijowa. W 1865 pałac wraz z majątkiem został skonfiskowany przez władze rosyjskie wskutek powstania styczniowego.